# 野上翔 (プロボクサー)
野上 翔（のがみ しょう、2000年8月13日 - ）は、日本のプロボクサー。佐賀県鳥栖市出身。第62代日本フライ級王者。RK蒲田ボクシングファミリー所属。

## 人物
- 杵島商業高校卒業後、拓殖大学に進学。なお拓殖大学時代、ボクシング部主将を務めた[2]。
- 亀田興毅から政所椋・花田颯と共に『令和三羽がらす』と命名される[3]。

## 来歴
2023年7月20日のプロデビュー戦は1回TKO勝ち。
その後2024年3月19日に後楽園ホールで開催された「Lemino BOXING フェニックスバトル112」にて富岡浩介と日本フライ級ユース王座決定戦を行い、8回2-1（77-74、77-75、74-76）の判定勝ちを収めて日本ユース王座獲得に成功。
2025年2月8日、初の海外遠征試合としてバンコクのシンマナサックスタジアムでワランチャイ・ブージャンと対戦し、3回1分KO勝ちを収めた。
2025年8月12日、後楽園ホールで日本フライ級王者の永田丈晶と日本同級タイトルマッチを行い、10回2-0（95-95、96-94、98-92）の判定勝ちを収め王座獲得に成功した。

## 獲得タイトル
- 第5代日本フライ級ユース王座（防衛0=返上）
- 第62代日本フライ級王座（防衛0）

## 戦績
- アマチュアボクシング - 63戦40勝23敗
- プロボクシング - 6戦6勝（3KO）無敗

| 戦           | 日付          | 勝敗 | 時間    | 内容    | 対戦相手                       | 国籍       | 備考                           |
| ------------ | ------------- | ---- | ------- | ------- | ------------------------------ | ---------- | ------------------------------ |
| 1            | 2023年7月20日 | ☆    | 1R 2:33 | TKO     | ヤン・ヒョンモ                 | 中国       | プロデビュー戦                 |
| 2            | 2023年10月7日 | ☆    | 4R 終了 | TKO     | アナンタチャイ・ドゥウォンヤイ | タイ       |                                |
| 3            | 2024年3月19日 | ☆    | 8R      | 判定2-1 | 富岡浩介（RE:BOOT）            | 日本       | 日本ユース・フライ級王座決定戦 |
| 4            | 2024年8月24日 | ☆    | 8R      | 判定3-0 | ダンリック・スマボン           | フィリピン |                                |
| 5            | 2025年2月8日  | ☆    | 3R 1:00 | KO      | ワランチャイ・ブージャン       | タイ       |                                |
| 6            | 2025年8月12日 | ☆    | 10R     | 判定2-0 | 永田丈晶（協栄）               | 日本       | 日本フライ級タイトルマッチ     |
| テンプレート |               |      |         |         |                                |            |                                |